# Alzoniella perrisii
Alzoniella perrisii is een slakkensoort uit de familie van de Hydrobiidae. De wetenschappelijke naam van de soort is voor het eerst geldig gepubliceerd in 1851 door Dupuy.